# Vụ Trung Quốc bắt ngư dân Việt Nam 2009
Trung Quốc bắt ngư dân Việt Nam bao gồm nhiều vụ bắt giữ của Trung Quốc đối với ngư dân Việt Nam đang đánh cá hoặc tránh bão trên đảo ở Biển Đông.

## Bối cảnh
Trung Quốc chính thức ban hành lệnh cấm đánh bắt cá từ ngày 16 tháng 5 đến ngày 1 tháng 8 năm 2009 tại một số vùng biển, trong đó có những khu vực thuộc chủ quyền của Việt Nam trên Biển Đông và đã điều 8 tàu tuần tra để theo dõi, giám sát khu vực rộng 128.000 km² tại đây.

## Diễn biến
Ngày 21 tháng 6 năm 2009, lực lượng tuần tra Trung Quốc đã bắt ba tàu cá gồm 37 ngư dân tỉnh Quảng Ngãi khi họ đang hành nghề đánh cá bình thường tại khu vực vùng biển thuộc quần đảo Hoàng Sa của Việt Nam.
Ngày 25 tháng 6, Trung Quốc thả 2 tàu cá cùng 25 ngư dân và tiếp tục giữ 1 tàu cá và 12 người còn lại. Phía Trung Quốc ra điều kiện khi nào ngư dân Việt Nam nộp đủ số tiền phạt là 210.000 nhân dân tệ sau 10 ngày thì họ mới thả những người còn lại.
Ngày 1 tháng 8, 13 ngư dân Việt Nam khác vào tránh bão tại Hoàng Sa thì bị phía Trung Quốc bắt giữ.
Ngày 11 tháng 8, sứ quán Việt Nam tại Bắc Kinh đã được thông báo là phía Trung Quốc sẽ thả tự do cho những ngư dân bị bắt và đến ngày 14 tháng 8, tổng cộng 25 ngư dân bị bắt trong 2 đợt trên đã được về nhà. Trong thông cáo ngắn đăng trên website Bộ Ngoại giao Việt Nam, bộ này cho hay "các cơ quan chức năng của Việt Nam đang tiếp tục làm việc với phía Trung Quốc để giải quyết các vấn đề còn tồn tại".

## Phản ứng của Việt Nam
Người Phát ngôn Bộ Ngoại giao Lê Dũng nói: "Hành động này của phía Trung Quốc đã vi phạm chủ quyền và quyền chủ quyền của Việt Nam ở Biển Đông".
Ngày 22 tháng 6, Bộ Ngoại giao Việt Nam đã gửi công hàm cho Đại sứ quán Trung Quốc tại Hà Nội yêu cầu phía Trung Quốc thả ngay các ngư dân và các tàu cá nói trên.